# Tandemladdning

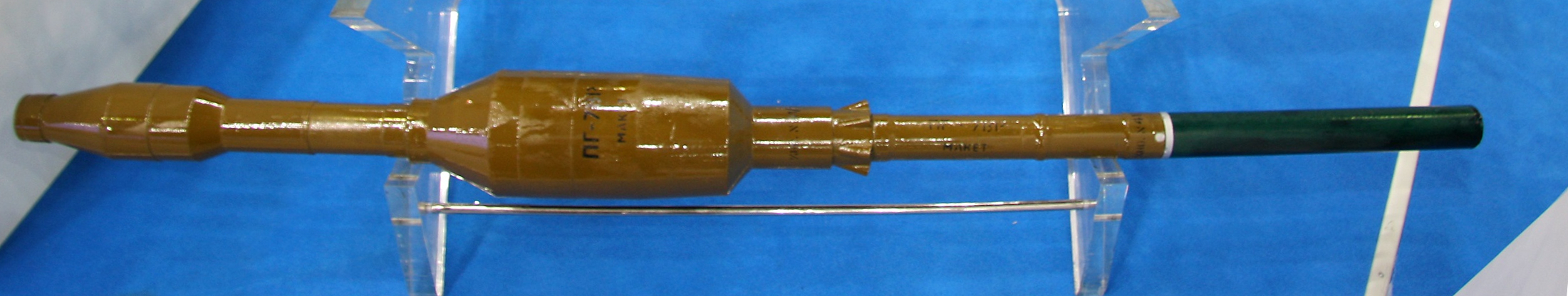
En RPG-7VR pansarbrytande granat med tandemladdning. Första laddningen till vänster, huvudladdningen i mitten och raketmotorn till höger.

En tandemladdning är en flygbomb, granat eller liknande där detonationen sker i två steg med ett mycket kort mellanrum. Avsikten är att den första laddningen, som oftast har riktad sprängverkan (RSV), ska förstärka effekten av den andra laddningen som kan vara RSV eller en pansargranat (tandemladdning med sekundärprojektil).
Tandemladdningar är speciellt effektiva mot reaktivt pansar eftersom den första laddningen utlöser cellen och lämnar det bakomliggande pansaret oskyddat för den andra laddningen.

## Vapen med tandemladdning
- RPG-7 med RPG-7VR (på bilden)
- RPG-29 med PG-29V
- HOT 3
- 9M113M Konkurs-M